# 泰德峰
泰德峰（西班牙語：Pico del Teide），是西班牙和大西洋岛屿的最高峰，海拔高度为3718米，并且是世界上第三大火山。这是一座活火山，位于加那利群岛的特内里费岛，也是加那利群岛最著名的地标。國際火山學與地球內部化學協會（IAVCEI）將此座火山列為十年火山。

## 世界遺產
火山及其周围组成了泰德国家公园，占地18900公顷，2007年6月29日被列为世界遗产。
泰德峰亦是属于天然纪念物范畴的自然保护地，其包含泰德老火山口，属于外轮山火山，依据其并不久远的喷发记录（最近一次发生在1798年）以及时常从火山口喷出的气体来看，泰德火山依然是一座活火山。
如今，泰德山被看做是加那利群岛最著名的自然遗产，也是著名的旅游景点，每年吸引着全球数百万人前来旅游。泰德国家公园是加那利群岛和西班牙游客最多的国家公园，2007年，有3,142,148位游客，是游客人数仅次于日本富士山的火山。2016年，游客数量为4,079,823，打破了保持17年的以往记录。此外它是欧洲游客最多、全球游客数排名第八的国家公园。

全景

## 图片

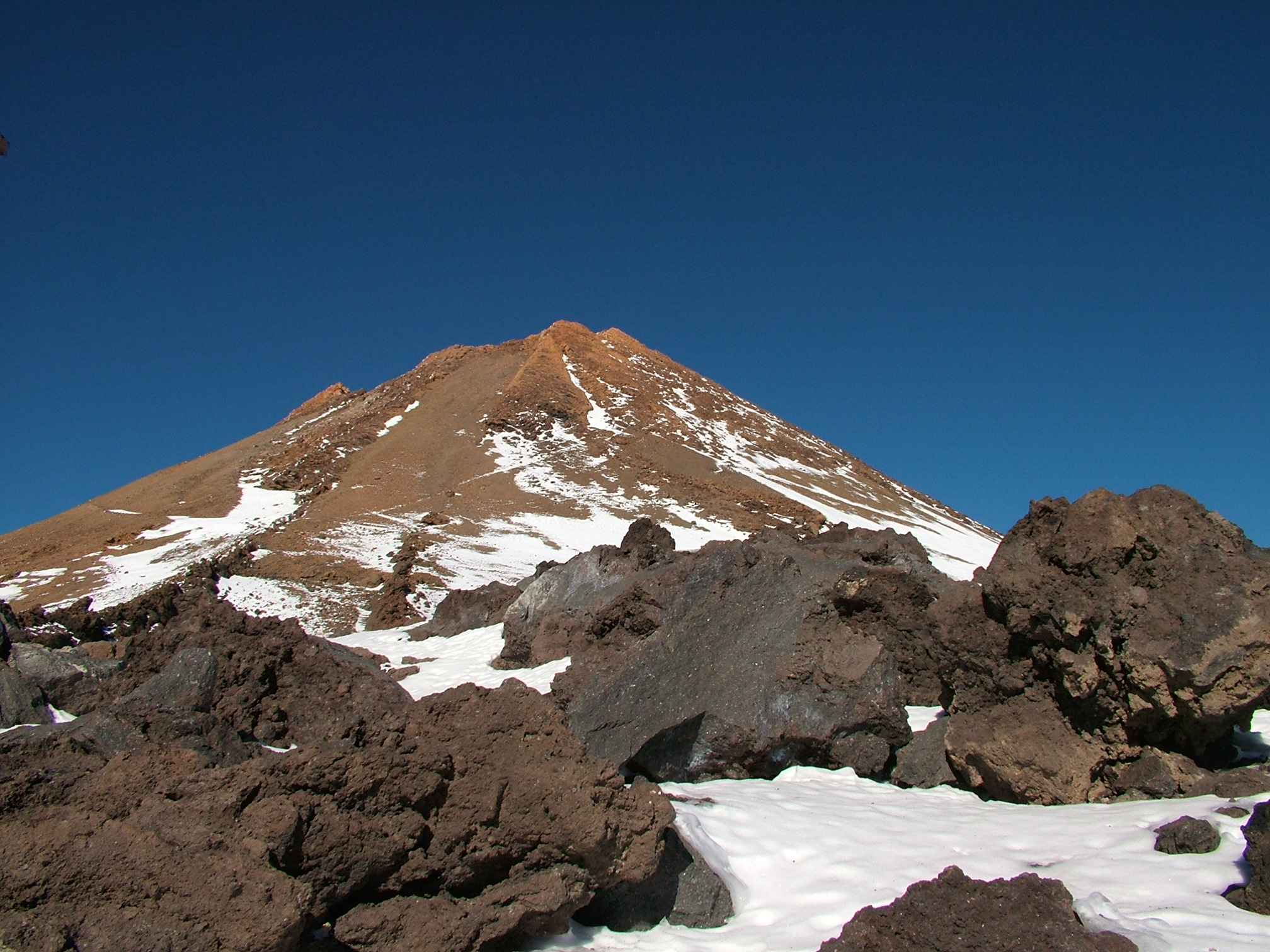
冬季
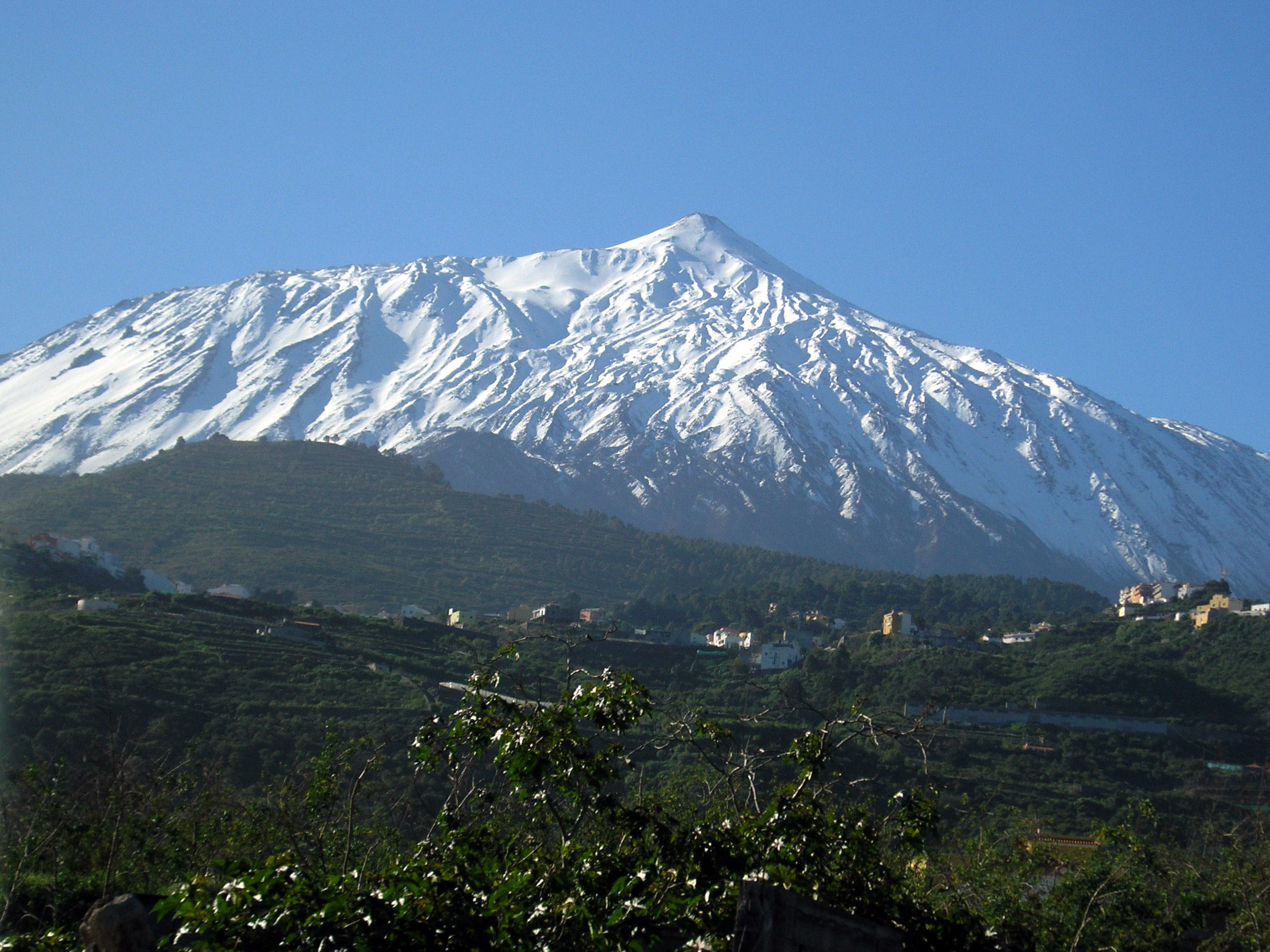
冬季
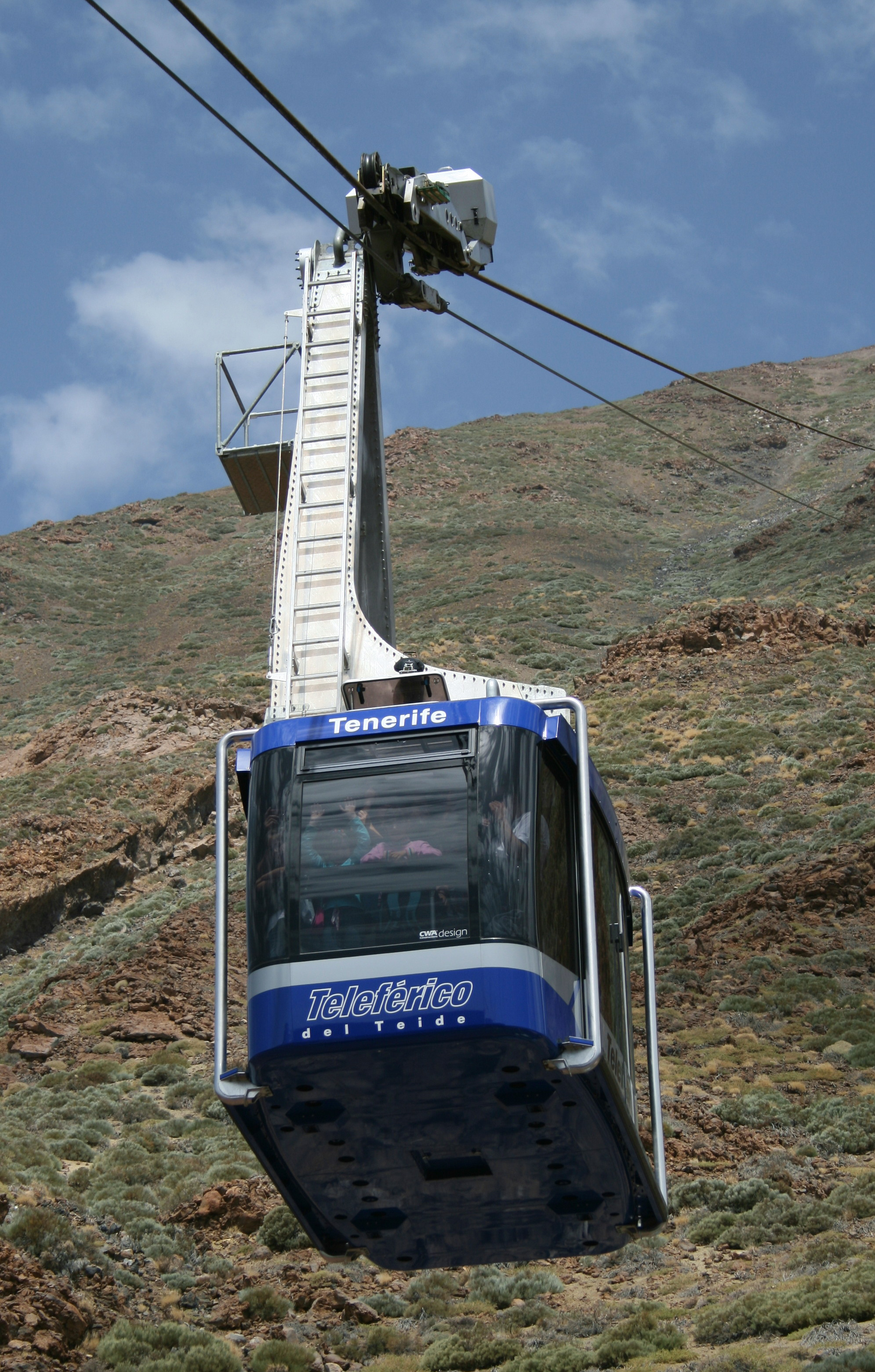
缆车
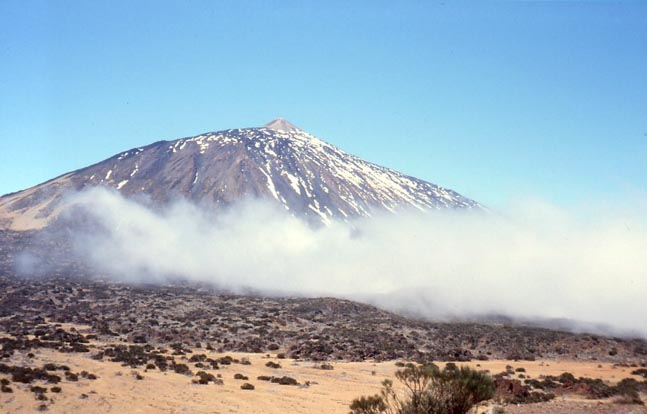
泰德峰
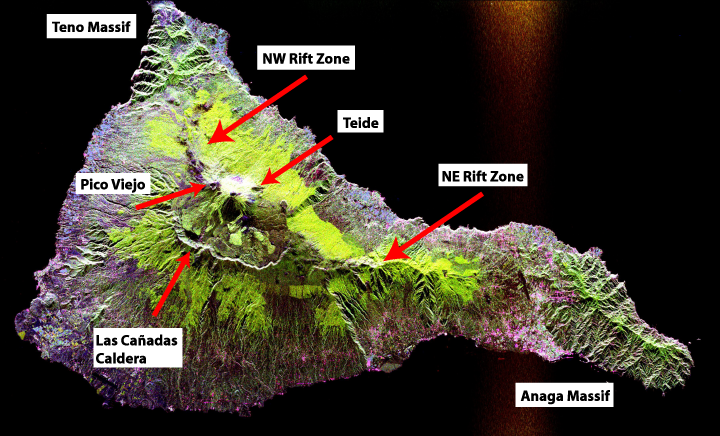
卫星图
3D圖

## 註解
1. ↑  西班牙欧洲本土最高峰是穆拉森山（Mulhacén），海拔3478.6公尺
2. ↑  从大西洋洋底计算则达到7500米